# Ciempozuelos
Ciempozuelos è un comune spagnolo di 15 013 abitanti situato nella comunità autonoma di Madrid.

## Storia
L'origine del nome di Ciempozuelos si deve a un canale esistente nel passato che alimentava la fontana della piazza del Popolo. Siccome la sorgente che lo alimentava non era abbondante di acqua, furono scavati numerosi pozzi. Pare essere quello il primo insediamento permanente nel territorio comunale, probabilmente romano, noto come Ischadia (isola d'Ischia, Italia), che significa "terra dei fichi".

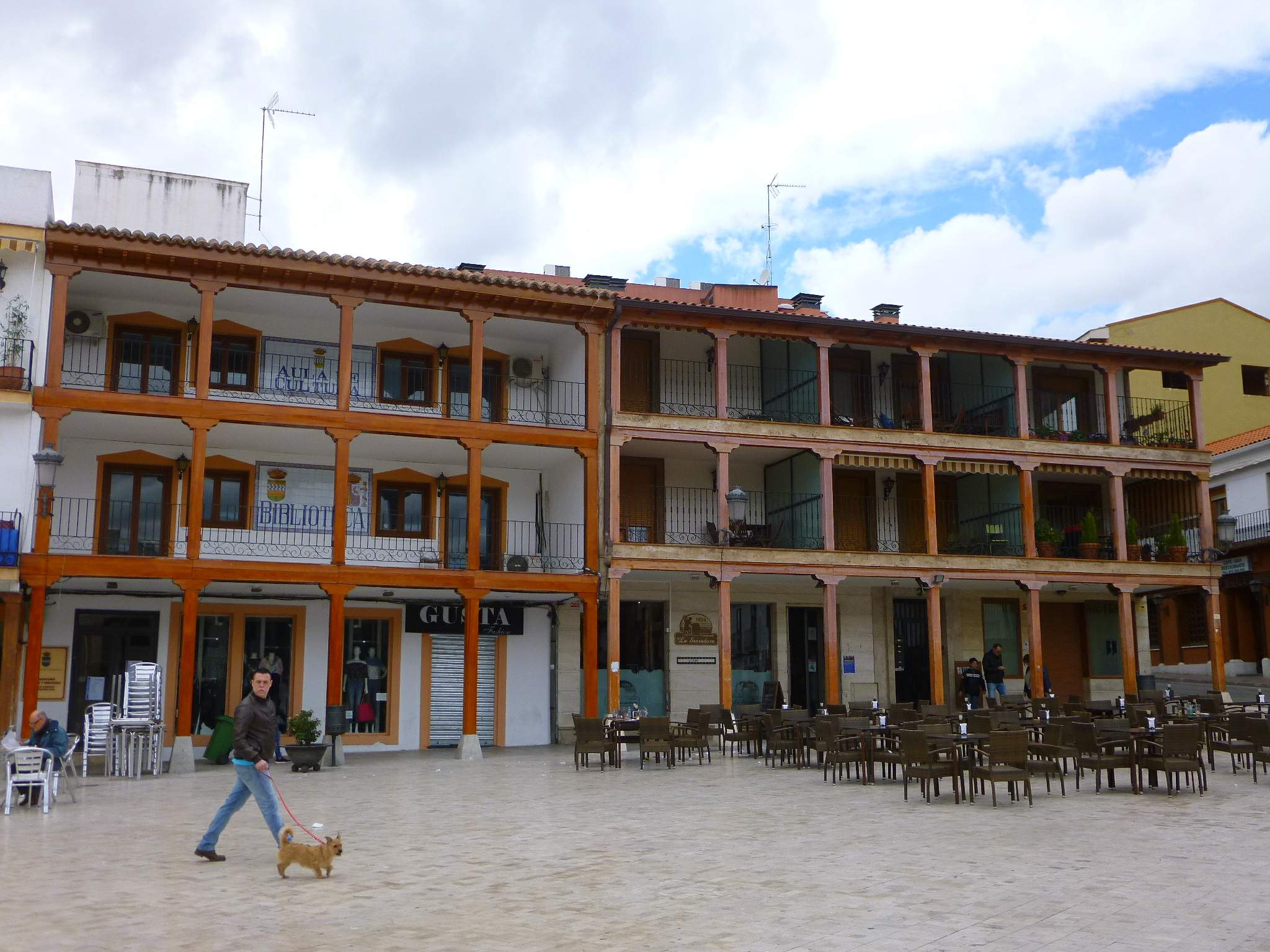
Ciempozuelos: Piazza della Costituzione

Nel 1894 e 1895 fu ritrovato con scavi nel territorio comunale un insieme di ceramiche della cultura del vaso campaniforme, un'espressione culturale preistorica associata alla cultura Campaniforme e all'Età del rame e al periodo iniziale dell'Età del Bronzo. Le ceramiche di Ciempozuelos furono recuperate durante scavi urgenti realizzati in due brevi campagne per conto della Reale Accademia della Storia. Non si conosce esattamente l'ubicazione del sito, poiché pare che sia stato spianato per costruire la strada "dalla costa della Regina a San Martín de la Vega", poi denominata M-404. Si presume che fosse ai piedi della collina del Castillejo, vicina all'attuale stazione ferroviaria di Ciempozuelos.
Come parte della zona, essa era unita nel medioevo al complesso di Segovia, però non si consolidó nessuna popolazione, finché nel 1457 la zona si ripopolò definitivamente. Pochi anni dopo  passò sotto l'influenza del contado di Chinchón. Durante il secolo XVI fu costruito un canale che facilitò lo sviluppo agricolo.